# Lemböte

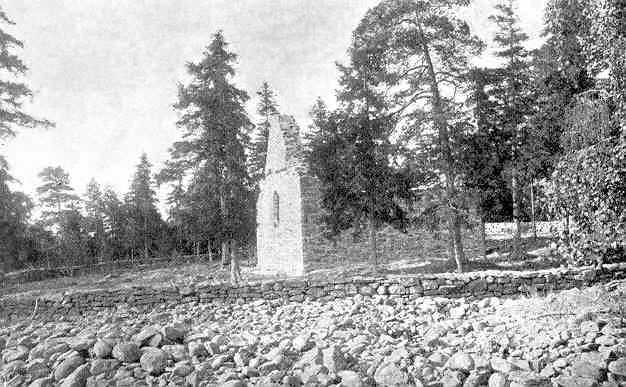
Lemböte kapell år 1900.

Lemböte är en by i Lemlands kommun på Åland.
I Lemböte finns bland annat en lägergård, Sankt Johannes kyrka och Lemböte kapellruiner. I området finns andra lämningar som har anknytning till sjöfarten, bland annat sjömärken och stenkompasser. Sydost om kapellet finns en jungfrudans som byggdes på 1930-talet. Lemböte nämns som "lynæbøte" i det danska itinerariet (Kung Valdemars segelled).